# Ґрейс Бонні
Ґрейс Бонні (англ. Grace Bonney; народилася 9 червня 1981) — американська письменниця, блогерка та підприємиця. Бонні найбільше знана як засновниця блогу про інтер’єрний дизайн Design*Sponge, що виходив упродовж 15 років. Бонні написала бестселер The New York Times «Жіноча компанія», книжку, що містить понад 100 історій про жінок-підприємиць, які подолали труднощі. Бонні також є авторкою книжки про дизайн інтер’єру своїми руками "Design*Sponge at Home".

## Кар'єра

### Блог Design*Sponge
2004 року Бонні заснувала блог про дизайн інтер’єру Design*Sponge, що зосереджується на інклюзивному та різноплановому обговоренні дизайну й культурних тем. Сайт щодня публікував вміст і був присвячений розвитку творчої спільноти. Популярний вебсайт охоплював майже два мільйони читачів на день упродовж 15 років і Adobe назвав його «одним із найпопулярніших дизайнерських блогів в Інтернеті». Остання стаття на Design*Sponge вийшла в серпні 2019 року, а весь блог тепер офіційно заархівовано в Бібліотеці Конгресу США.
Блог розпочався як побічний проєкт, який Бонні вела додатково до роботи на повний робочий день, спочатку в дизайнерській PR-фірмі, а пізніше як незалежна авторка багатьох публікацій, пов’язаних з інтер’єром та дизайном, зокрема для House and Garden, Domino та Craft. До 2009 року блог Design*Sponge завоював велику кількість прихильників і інтерес з боку рекламодавців; прибуток від блогу дозволив Бонні повністю зосередитися на цій роботі. Бонні зазначала, що Design*Sponge мав перевагу як блог ранньої епохи:
«Коли ви заходили в інтернет і шукали меблі чи інтер’єрний дизайн, з’являлося лише кілька таких, як ми. Ми зростали органічно — так, як сьогодні майже неможливо».
Тематика блогу змінювалася з часом, відображаючи особисту еволюцію та інтереси Бонні. Він відійшов «від продуктів і зосередився на людях» і почав розглядати «теми на кшталт того, як гендер, класовість і расизм, соціальні проблеми та різноманітність пов’язані з дизайном і впливають на нього».
Рішення Бонні закрити блог було викликане зміною рекламної індустрії, роллю соціальних медіа та розповсюдженням дизайнерських сайтів; і врешті-решт сайт став економічно неприбутковим. Замість того, щоб змінити стратегію вмісту блогу чи «гонитись за кліками», Бонні вирішила закрити блог після 15-річчя його існування.

### Хороша компанія
2018 року Бонні почала видавати друкований журнал Good Company: Where Creativity Meets Business. Журнал був натхненний книжкою Бонні «Жіноча компанія». Він був створений, щоб забезпечити «мотивацію, натхнення, практичні поради та життєво важливе відчуття зв’язку та спільноти для жінок і небінарних творчих людей на кожному етапі життя». Журнал мав виходити два рази на рік, але зрештою вийшло три номери.

## Особисте життя
Бонні виросла у Вірджинія-Біч і навчалася у коледжі Вільяма та Мері. Після коледжу Бонні переїхала до Нью-Йорка. Бонні зазнавала знущань у середній і старшій школі за те, що вона квір; через це вона боролася з внутрішньою гомофобією до 30 років. У жовтні 2003 року Бонні познайомилася з Аароном Коулзом. Вони одружилися 2009 року й розлучилися 2011 року. Після розлучення Бонні публічно заявила про свою квір-ідентичність.
2013 року Бонні одружилася з шеф-кухаркою Юлією Туршен. У подкасті LGBTQ&amp;A Бонні сказала: «Я маю на увазі, що це суперстереотипна лесбійська історія про електронну пошту, побачення, переїзд через три дні, одруження через чотири місяці, собаку, будинок, усі ці кліше». Бонні визначає себе як квір-особу. 2022 року Бонні стала небінарною і більше не використовує займенники вона/її.
У 35 років у Бонні діагностували цукровий діабет 1.
Бонні говорила про те, що жінки мають нереалістичні очікування щодо балансу між роботою та життям, і вважає, що для жінок важливо знати про успішні зразки для наслідування. Підприємницьку діяльність Бонні було відзначено в рамках проєкту Frederick Douglass 200, що вшановує вплив 200 живих людей, які втілюють дух і роботу Фредеріка Дугласа.

## Книжки
- Design*Sponge at Home (2014), Artisan; ISBN 9781579654313[28]
- Жіноча компанія. Поради й натхнення від 100 мисткинь і підприємиць (2016), Artisan; ISBN 9781579659813[29]
- Колективна мудрість: уроки, натхнення та поради жінок, старших за 50 років (2021), Artisan;ISBN 978-1579659431

## Переклади українською
2020 року у видавництві «ArtHuss» вийшов український переклад книжки «Жіноча компанія. Поради і натхнення від 100 мисткинь і підприємиць». Перекладачка — Оксана Журавльова.